# 片倉景貞
片倉 景貞（かたくら かげさだ、安永4年（1775年） - 天保11年9月9日（1840年10月4日））は、江戸時代後期の伊達家重臣。白石片倉家第10代当主。
父は片倉村典。子は片倉宗景。幼名は三之助。通称は讃岐、小十郎。号は大弼。俳号は鬼孫。

## 略歴
安永4年（1775年）、白石片倉家第9代当主片倉村典の長男として生まれる。文化12年（1815年）、病のため奉行職（家老）を辞職した父に代わって奉行職となる。文化14年（1817年）、父の隠居により家督相続する。翌文政元年（1818年）、病を理由に家督を嫡男の宗景に譲り、大弼と号して常盤崎の別邸で隠居する。父と同じく俳人松窓乙二（岩間乙二）に師事し、俳号を鬼孫と名乗った。文政6年（1823年）、師乙二の俳句集「松窓句集」を編纂する。天保11年（1840年）9月9日没。墓所は宮城県白石市の片倉家廟所。